# Cheval durant la Seconde Guerre mondiale

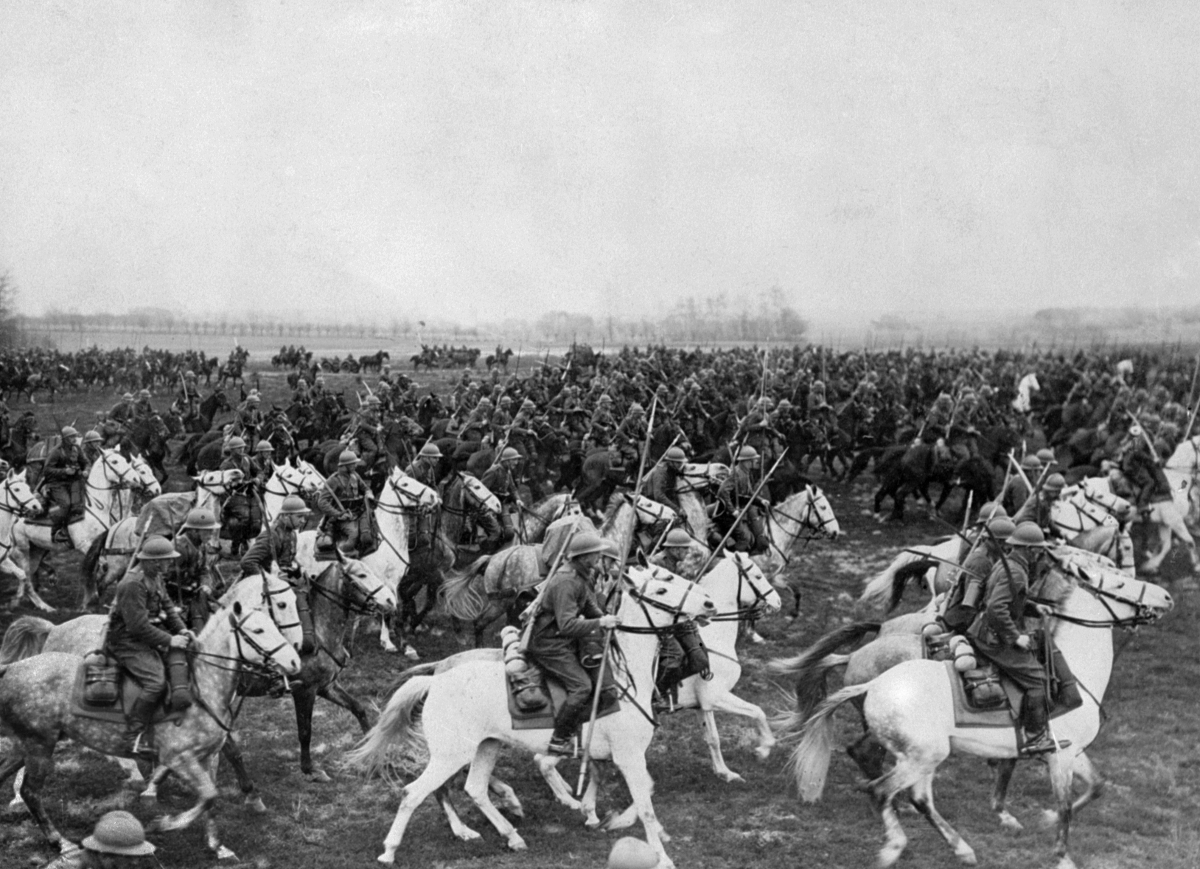
Cavalerie polonaise vers la fin des années 1930.

Les chevaux dans la Seconde Guerre mondiale furent des éléments auxiliaires dans l’évolution stratégique et tactique du conflit armé. On ne comptait plus que quelques nations à cette époque avec des unités à cheval. L’expérience de la Première Guerre mondiale avait servi et les fonctions traditionnelles de la cavalerie avaient été remplacées par des divisions blindées mécanisées. De même au niveau de leur utilisation comme soutien logistique, l'évolution de l'automobile et des transports favorisèrent leur disparition au sein de l'armée.

## Les chevaux au combat

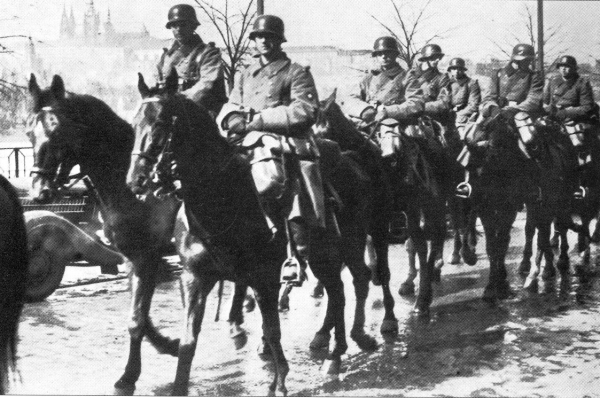
Entrée de la cavalerie allemande à Prague, en mars 1939.

L'armée polonaise utilisa sa cavalerie pour se défendre contre les armées de l'Allemagne nazie pendant l'invasion de 1939.
Concernant l'armée française, l'escadron de Spahis de la France libre, effectua ses dernières charges contre les Italiens en Érythrée italienne à Umbrega (aujourd'hui au Soudan) le 2 janvier 1941, puis à Omager le 18 janvier 1941.
Les Allemands et les Russes gardèrent des unités de cavalerie tout au long de la Seconde Guerre mondiale, en particulier sur le front de l'Est.
C'est également sur ce front que la cavalerie italienne, qui combat aussi en Érythrée, en Somalie, en Éthiopie, en Grèce et en Yougoslavie, livra les dernières grandes charges de son histoire, notamment les 22 et 23 août 1942 à Ibuschenskij, pendant la bataille du Don. 
L'armée britannique utilisa des chevaux au début de cette guerre. La dernière charge donnée par la cavalerie britannique le fut le 21 mars 1942, quand la Burma Frontier Force rencontra l'infanterie japonaise en Birmanie centrale.
En Extrême Orient, la seule unité de cavalerie de l'US Army, la 26e cavalerie, - composée de quelques Scouts philippins - défia les envahisseurs japonais à Luçon retenant deux régiments d'infanterie et deux régiments blindés pendant l'invasion des Philippines. Les cavaliers repoussèrent une unité de tanks dans Binalonan et permirent la retraite des armées alliées vers Bataan. Mais c'est probablement durant la campagne d'Italie que la dernière charge de cavalerie de l'histoire eut lieu, lorsque les cavaliers de l'escadron de reconnaissance de la 10th Mountain Infantry Division, seule unité équestre de l'US Army en Europe chargent et sont décimés par les Allemands au sud du Pô, le 21 avril 1945.

## Les chevaux dans le soutien logistique

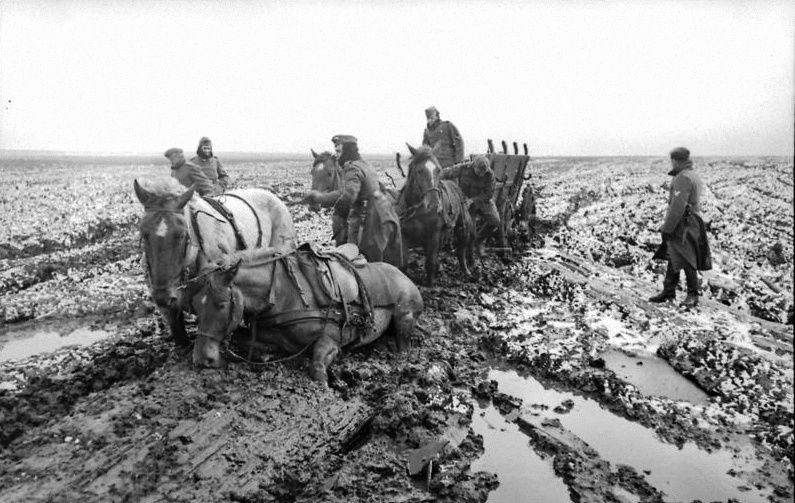
Attelage de la Wehrmacht en 1942.

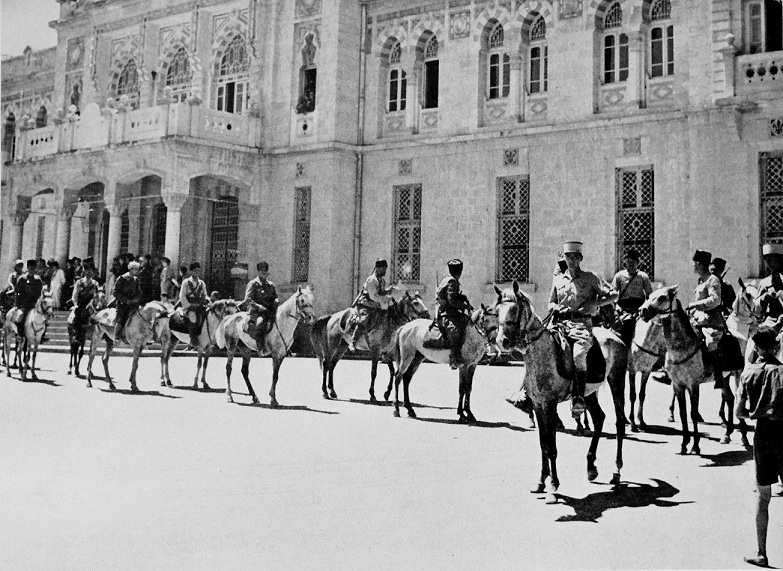
Le colonel Philibert Collet des Forces françaises libres à la tête des escadrons tcherkesses devant la gare de Damas, à la fin de la Campagne de Syrie, 26 juin 1941.

Traditionnellement, les chevaux, ânes et mulets étaient employés pendant la guerre pour le transport des troupes, des paquetages, et des munitions et même si l'évolution de l'automobile avait bouleversé pas mal de choses, l'utilisation des équidés continua. L'armée allemande par exemple conserva l'utilisation des équidés parce que les usines de voitures furent réquisitionnées pour la production de tanks et d'avions. On estime l'utilisation d'environ 2,75 millions de chevaux par l'armée allemande sur l'ensemble du conflit, soit plus que pour la Première Guerre mondiale ; elle entre en Union soviétique le 22 juin 1941 avec 625 000 chevaux dans ses rangs. L'Armée rouge compte pour sa part l'utilisation de 3,5 millions de chevaux.

## Effectifs
|                                           | France               | Allemagne                  | Hongrie            | Italie                                | Japon               | Pologne             | Roumanie           | Union soviétique                                 | Royaume-Uni                    | États-Unis                              |
| ----------------------------------------- | -------------------- | -------------------------- | ------------------ | ------------------------------------- | ------------------- | ------------------- | ------------------ | ------------------------------------------------ | ------------------------------ | --------------------------------------- |
| Cheptel équin                             | 2,9 millions (1930). | ...                        | 860 000 (1930)     | 942 000 (1930)                        | ...                 | ...                 | ...                | 21 millions (1940)                               | 1,2 million (1930)             | 14 millions (1940).                     |
| Chevaux utilisés par l’armée              | >520,000 (1939)      | 2,75 millions              | 30 000             | ...                                   | 100 000             | 152 000             | 90 000             | 3,5 millions                                     | ...                            | 52 000                                  |
| Unités de cavalerie déployées (maximum)   | ...                  | 6 divisions (février 1945) | 2 divisions (1944) | ...                                   | 25 régiments (1940) | 38 régiments (1939) | 6 divisions (1942) | 80 divisions de cavalerie légère (décembre 1941) | ...                            | 13 régiments (1939)                     |
| Plus grande unités de cavalerie déployées | Corps                | Corps                      | Division           | Division                              | Brigade             | Brigade             | Division           | Groupe (équivalant à une armée soviétique)       | ...                            | DivisionRéformées en 1940–1941.         |
| Principal rôle                            | Troupes mobiles      | Logisitique                | Troupes mobiles    | Troupes mobiles et troupes coloniales | Troupes mobiles     | Troupes mobiles     | Troupes mobiles    | Troupes mobiles, logistique                      | Logistique, troupes coloniales | Logistique dans le théâtre du Pacifique |

## Sources et bibliographie
- (en) Devereux, Frederick L. (1979). The Cavalry Manual of Horse Management. South Brunswick, New Jersey: A. S. Barnes.  (ISBN 0-498-02371-0);  (ISBN 978-0-498-01947-0); OCLC 4137414
- (en) Ellis, John. (2004). Cavalry: The History of Mounted Warfare. New York: Putnam.  (ISBN 0-399-12179-X);  (ISBN 978-0-399-12179-1); OCLC 4359157
- (en) Johnson, Paul Louis. (2006). Horses of the German Army in World War II. Atglen, Pennsylvania: .  (ISBN 0-764-32421-7);  (ISBN 978-0-764-32421-5); OCLC 70254989
- (en) Keegan, John. (1994). A History of Warfare. New York: Vintage Books.  (ISBN 0-679-73082-6);  (ISBN 978-0-679-73082-8); OCLC 32173170
- Janusz Piekalkiewicz, Chevaux et cavaliers de la 2e Guerre Mondiale, Maloine, 1986
- (en) Tucker, Spencer and Priscilla Mary Roberts. (2004). Encyclopedia of World War II. Santa Barbara, California: ABC-Clio.  (ISBN 1-576-07999-6);  (ISBN 978-1-576-07999-7); OCLC 156793824
- (en) Urwin, Gregory J. W. (1983). The United States Cavalry: An Illustrated History. Poole, Dorset: Blandford Books.  (ISBN 0-7137-1219-8);  (ISBN 978-0-713-71219-3); OCLC 10285168
- (it) G Vitalli, Sciabole nella steppa, la cavaleria italiana in Russia, Mursia, 1976